# 69-и награди на БАФТА
69-ите награди на БАФТА (на английски: 69th British Academy Film Awards) отличават най-добрите филми, показани на голям екран във Великобритания през предходната 2015 г. Състоят се на 14 февруари 2016 г. в Кралската опера в Лондон. Номинациите са обявени от Стивън Фрай и Гугу Мбата-Роу на 8 януари 2015 г.

## Множество номинации
| Заглавие на български                  | Оригинално заглавие          | Номинации | Награди |
| -------------------------------------- | ---------------------------- | --------- | ------- |
| Мостът на шпионите                     | Bridge of Spies              | 9         | 1       |
| Каръл                                  | Carol                        | 9         |         |
| Завръщането                            | The Revenant                 | 8         | 5       |
| Лудия Макс: Пътят на яростта           | Mad Max: Fury Road           | 7         | 4       |
| Бруклин                                | Brooklyn                     | 6         | 1       |
| Марсианецът                            | The Martian                  | 6         |         |
| Ex Machina: Бог от машината            | Ex Machina                   | 5         |         |
| Големият залог                         | The Big Short                | 5         | 1       |
| Момичето от Дания                      | The Danish Girl              | 5         |         |
| Междузвездни войни: Силата се пробужда | Star Wars: The Force Awakens | 4         | 1       |
| Сикарио                                | Sicario                      | 3         |         |
| Спотлайт                               | Spotlight                    | 3         | 1       |
| Стив Джобс                             | Steve Jobs                   | 3         | 1       |
| Омразната осморка                      | The Hateful Eight            | 3         | 1       |
| Ейми                                   | Amy                          | 2         | 1       |
| Отвътре навън                          | Inside Out                   | 2         | 1       |
| Стая                                   | Room                         | 2         | 1       |
|                                        | Theeb                        | 2         | 1       |

## Награди и номинации по категория
| Филм | Британски филм |
| --- | --- |
| - Завръщането - Спотлайт - Големият залог - Каръл - Мостът на шпионите | - Бруклин - 45 години - Ex Machina: Бог от машината - Ейми - Момичето от Дания - Омарът |
| Чуждоезичен филм | Документален филм |
| - Диви истории - 刺客聶隱娘 - Theeb - Тимбукту - Форсмажор | - Ейми - Cartel Land - He Named Me Malala - Listen to Me Marlon - Sherpa |
| Анимационен филм | Късометражен филм |
| - Отвътре навън - Миньоните - Овцата Шон: Филмът | - Operator - Elephant - Mining Poems of Odes - Over - Samuel-613 |
| Късометражен анимационен филм | Режисура |
| - Edmond - Manoman - Prologue | - Алехандро Гонсалес Иняриту – Завръщането - Тод Хейнс – Каръл - Адам Маккей – Големият залог - Ридли Скот – Марсианецът - Стивън Спилбърг – Мостът на шпионите                                                            |
| Оригинален сценарий | Адаптиран сценарий |
| - Спотлайт – Том Маккарти и Джош Сингър - Ex Machina: Бог от машината – Алекс Гарланд - Мостът на шпионите – Мат Чарман и братя Коен - Омразната осморка – Куентин Тарантино - Отвътре навън – Пит Доктър, Мег Лефов и Джош Кули | - Големият залог – Адам Маккей и Чарлз Рандолф - Бруклин – Ник Хорнби - Каръл – Филис Наги - Стая – Ема Донахю - Стив Джобс – Арън Соркин                                                                                  |
| Актьор | Актриса |
| - Леонардо ди Каприо – Завръщането - Мат Деймън – Марсианецът - Брайън Кранстън – Тръмбо - Еди Редмейн – Момичето от Дания - Майкъл Фасбендър – Стив Джобс                                                                       | - Бри Ларсън – Стая - Кейт Бланшет – Каръл - Алисия Викандер – Момичето от Дания - Сърша Ронан – Бруклин - Маги Смит – The Lady in the Van                                                                                 |
| Актьор в поддържаща роля | Актриса в поддържаща роля |
| - Марк Райланс – Мостът на шпионите - Крисчън Бейл – Големият залог - Бенисио дел Торо – Сикарио - Идрис Елба – Beasts of No Nation - Марк Ръфало – Спотлайт                                                                     | - Кейт Уинслет – Стив Джобс - Алисия Викандер – Ex Machina: Бог от машината - Дженифър Джейсън Лий – Омразната осморка - Руни Мара – Каръл - Джули Уолтърс – Бруклин                                                       |
| Кинематография | Филмов монтаж |
| - Завръщането – Емануел Любецки - Каръл – Едуард Лакман - Лудия Макс: Пътят на яростта – Джон Сийл - Мостът на шпионите – Януш Камински - Сикарио – Роджър Дийкинс                                                               | - Лудия Макс: Пътят на яростта – Маргарет Сиксъл - Големият залог – Ханк Коруин - Завръщането – Стивън Мириони - Марсианецът – Пиетро Скалия - Мостът на шпионите – Майкъл Кан                                             |
| Филмова музика | Звук |
| - Омразната осморка – Енио Мориконе - Завръщането – Алва Ното и Риучи Сакамото - Междузвездни войни: Силата се пробужда – Джон Уилямс - Мостът на шпионите – Томас Нюман - Сикарио – Йохан Йохансон                              | - Завръщането - Лудия Макс: Пътят на яростта - Марсианецът - Междузвездни войни: Силата се пробужда - Мостът на шпионите                                                                                                   |
| Декори | Костюми |
| - Лудия Макс: Пътят на яростта - Каръл - Марсианецът - Междузвездни войни: Силата се пробужда - Мостът на шпионите | - Лудия Макс: Пътят на яростта - Бруклин - Каръл - Момичето от Дания - Пепеляшка |
| Визуални ефекти | Грим и прически |
| - Междузвездни войни: Силата се пробужда - Ex Machina: Бог от машината - Ант-Мен - Лудия Макс: Пътят на яростта - Марсианецът | - Лудия Макс: Пътят на яростта - Бруклин - Завръщането - Каръл - Момичето от Дания |
| Дебют | Дебют на британски сценарист, режисьор или продуцент |
| - Джон Бойега - Дакота Джонсън - Тейрън Еджъртън - Бри Ларсън - Бел Поули | - Наджи Абу Новар и Рупърт Лойд – Theeb - Стивън Фингълтън – The Survivalist - Алекс Гарланд – Ex Machina: Бог от машината - Деби Тъкър Грийн – Second Coming - Шон Макалистър и Елъм Шакерифар – Сирийска любовна история |